# Pelota de vaqueta

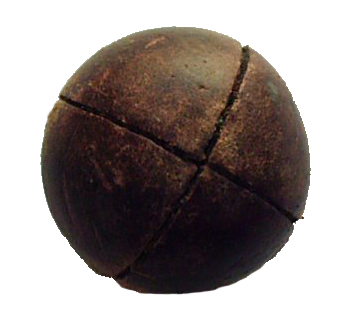
Detalle de una pelota de vaqueta usada.

La pelota de vaqueta es uno de los tipos de pelota con la que se juega a la pelota valenciana. Se denomina de este modo por estar construida con piel de cuero de vaca y «vaqueta» es el diminutivo de vaca en valenciano. 
La pelota de vaqueta está formada por ocho triángulos de piel de pescuezo de vaca cosidos entre sí y rellena de borra para lograr el peso oficial que tiene la modalidad de adultos de la pelota valenciana (entre 40 y 42 g) y un diámetro de 42 mm. Se fabrican de manera artesanal y por tanto tienen un precio muy elevado. Se utiliza en la modalidad de escala i corda, raspall y galotxa.
Las pelotas reciben el nombre del pueblo de procedencia, como por ejemplo, "la de Carcaixent", "la de Casinos", "la de Gandia", entre otras. Una de las más acreditadas es la fabricada por la familia Álvarez de Carcagente. Salvo en la Comunidad Valenciana no se fabrican en ningún otro lugar del mundo. De hecho, son realizadas por artesanos y se habla de una tradición heredada de padres a hijos, de secretos profesionales celosamente guardados. Se dice que los piloters en la operación de fabricar una pelota, cuando llega la parte más difícil y comprometida que es la del cosido, se encierran a solas para que nadie pueda ver como lo hacen.